# Test KPSS
Test KPSS (od nazwisk Kwiatkowski–Phillips–Schmidt–Shin) – test sprawdzający hipotezę zerową o stacjonarności szeregu czasowego przedstawiony w 1992 roku przez Denisa Kwiatkowskiego, Petera C.B. Phillipsa, Petera Schmidta i Yongcheola Shina. Szereg taki wyrażany jest jako suma trendu deterministycznego, błądzenia losowego oraz błędu stacjonarnego, sam test jest testem mnożnika Lagrange’a w którym hipoteza mówi o zerowej wariancji błądzenia losowego.
Testy typu KPSS są uzupełnieniem dla testów pierwiastka jednostkowego, takich jak test Dickeya-Fullera.